# Les Têtes de Stéphanie
Les Têtes de Stéphanie, est un roman de Romain Gary publié sous le pseudonyme de Shatan Bogat en 1974 aux éditions Gallimard.

## Éditions
- Les Têtes de Stéphanie, éditions Gallimard, 1974.